# Talickij rajon
Il Talickij rajon (in russo Талицкий район?) è un distretto nell'oblast' di Sverdlovsk, in Russia. Entro i confini del distretto (rajon) si trova il distretto urbano Talickij (Talickij gorodskoj okrug, Талицкий городской округ), una formazione municipale (municipal'noe obrazovanie) della regione. Il centro amministrativo è la città di Talica. 
Il principale corso d'acqua del territorio è la Pyšma.